# Ífito (hijo de Náubolo)
En la mitología griega, Ífito (en griego, Ἴφιτος) era un hijo de Náubolo (cf. Ornitión) que participó en la expedición de los argonautas. Procedía de Fócide y antes de la expedición había alojado a Jasón en su casa cuando este fue a consultar el oráculo de Delfos. No debe confundirse con otro Ífito, hijo de Éurito, que también aparece en algunas listas de argonautas.
Se unió a Hipólita y fue padre de Esquedio y Epístrofo, dos de los héroes griegos que acudieron a la guerra de Troya al mando del contingente de los focidios.